# نهى الأندلسي
نهى الأندلسي هي لاعبة رفع أثقال تونسية وُلدت في 5 مايو 1998، ومثلت تونس في دورة الألعاب الأولمبية الصيفية عام 2020.

## المشاركات والميداليات
شاركت نهى الأندلسي في عام 2014 في دورة الألعاب الأولمبية الصيفية للشباب، والتي أقيمت في مدينة نانجينغ بالصين، وتمكنت من إحراز الميدالية البرونزية في فئة الوزن أقل من 53 كيلوغرام بعدما تمكنت من رفع 79 كيلوغرامًا في الخطف و96 كيولغرامًا في النتر بمجموع 175 كيلوغرام، وفي عام 2018 شاركت في بطولة العالم لرفع الأثقال للناشئين، والتي أقيمت في مدينة طشقند بأوزبكستان، حيث توجت بالميدالية الفضية في منافسات الوزن أقل من 58 كيلوغرام للسيدات، ثُم شاركت في العام التالي في بطولة العالم لرفع الأثقال، والتي أقيمت في مدينة باتايا بتايلاند في منافسات الوزن أقل من 55 كيلوغرام للسيدات. كما شاركت نهى الأندلسي في عدة نُسخ من بطولة إفريقيا لرفع الأثقال، وتوجت بميداليات ذهبية في أعوام 2013 و2016 و2017، وفي عام 2017 حصلت نهى الأندلسي على لقب أفضل رباعة في إفريقيا في عام 2017 بعدما حصدت في بطولة إفريقيا لرفع الأثقال ثلاث ميداليات ذهبية في منافسات الخطف والنتر والمجموع في الوزن أقل من 53 كيلوغرام للسيدات. وفي عام 2021، شاركت نهى الأندلسي في دورة الألعاب الأولمبية الصيفية التي أقيمت بمدينة طوكيو في اليابان حيث احتلت المرتبة الثامنة من بين أربعة عشر لاعبة في منافسات الوزن أقل من 55 كيلوغرام للسيدات بعدما بلغ مجموع ما رفعته في منافسات الخطف والنتر معا 196 كيلوغرامًا، كان 88 كيلوغرام منها في منافسات الخطف و108 كيلوغرام في النتر. ويوضح الجدول التالي أهم المُسابقات والبطولات التي شاركت فيها نهى الأندلسي، وأبرز الميداليات والألقاب التي حققتها في البطولات والمسابقات المختلفة:
| العام | المسابقة                              | المكان                 | المنافسات                                          | الترتيب/الميدالية                   |
| ----- | ------------------------------------- | ---------------------- | -------------------------------------------------- | ----------------------------------- |
| 2013  | بطولة إفريقيا لرفع الأثقال            | الدار البيضاء، المغرب  | منافسات الوزن أقل من 53 كيلوغرام للسيدات           | المركز الأول (الميدالية الذهبية)    |
| 2014  | دورة الألعاب الأولمبية الصيفية للشباب | نانجينغ، الصين         | منافسات الوزن أقل من 53 كيلوغرام للسيدات           | المركز الثالث (الميدالية البرونزية) |
| 2015  | البطولة العربية لرفع الأثقال          |                        |                                                    | المركز الثاني (الميدالية الفضية)    |
| 2016  | بطولة إفريقيا لرفع الأثقال            | ياوندي، الكاميرون      | منافسات الوزن أقل من 53 كيلوغرام للسيدات           | المركز الأول (الميدالية الذهبية)    |
| 2017  | بطولة إفريقيا لرفع الأثقال            | فاكوس-فينيكس، موريشيوس | منافسات الوزن أقل من 53 كيلوغرام - خطف - للسيدات   | المركز الأول (الميدالية الذهبية)    |
| 2017  | بطولة إفريقيا لرفع الأثقال            | فاكوس-فينيكس، موريشيوس | منافسات الوزن أقل من 53 كيلوغرام - نتر- للسيدات    | المركز الأول (الميدالية الذهبية)    |
| 2017  | بطولة إفريقيا لرفع الأثقال            | فاكوس-فينيكس، موريشيوس | منافسات الوزن أقل من 53 كيلوغرام - مجموع - للسيدات | المركز الأول (الميدالية الذهبية)    |
| 2017  | بطولة العالم لرفع الأثقال للشابات     | طوكيو، اليابان         | منافسات الوزن أقل من 53 كيلوغرام - خطف - للسيدات   | المركز الثاني (الميدالية الفضية)    |
| 2018  | ألعاب البحر الأبيض المتوسط            | طراغونة، إسبانيا       | منافسات الخطف للسيدات                              | المركز الثاني (الميدالية الفضية)    |
| 2018  | بطولة العالم لرفع الأثقال للناشئين    | طشقند، أوزبكستان       | منافسات الوزن أقل من 58 كيلوغرام للسيدات           | المركز الثاني (الميدالية الفضية)    |
| 2018  | بطولة العالم لرفع الأثقال للناشئين    | طشقند، أوزبكستان       | منافسات الوزن أقل من 58 كيلوغرام - خطف - للسيدات   | المركز الثالث (الميدالية البرونزية) |
| 2018  | بطولة العالم لرفع الأثقال             | عشق آباد، تركمانستان   | منافسات الوزن أقل من 55 كيلوغرام للسيدات           | المركز السابع                       |
| 2019  | بطولة العالم لرفع الأثقال للناشئين    | باتايا، تايلاند        | منافسات الوزن أقل من 55 كيلوغرام للسيدات           |                                     |
| 2020  | بطولة كأس العالم لرفع الأثقال         | روما، إيطاليا          | منافسات الوزن أقل من 55 كيلوغرام - خطف - للسيدات   | المركز الثالث (الميدالية البرونزية) |
| 2020  | بطولة كأس العالم لرفع الأثقال         | روما، إيطاليا          | منافسات الوزن أقل من 55 كيلوغرام - نتر - للسيدات   | المركز الثالث (الميدالية البرونزية) |
| 2020  | بطولة كأس العالم لرفع الأثقال         | روما، إيطاليا          | منافسات الوزن أقل من 55 كيلوغرام - مجموع - للسيدات | المركز الثالث (الميدالية البرونزية) |
| 2021  | بطولة إفريقيا لرفع الأثقال            | نيروبي، كينيا          | منافسات الوزن أقل من 55 كيلوغرام - خطف - للسيدات   | المركز الثاني (الميدالية الفضية)    |
| 2021  | دورة الألعاب الأولمبية الصيفية        | طوكيو، اليابان         | منافسات الوزن أقل من 55 كيلوغرام للسيدات           | المركز الثامن                       |
| 2022  | بطولة إفريقيا لرفع الأثقال            | القاهرة، مصر           | منافسات الوزن أقل من 59 كيلوغرام - خطف - للسيدات   | المركز الأول (الميدالية الذهبية)    |
| 2022  | بطولة إفريقيا لرفع الأثقال            | القاهرة، مصر           | منافسات الوزن 59 كيلوغرام - نتر - للسيدات          | المركز الثاني (الميدالية الفضية)    |
| 2022  | بطولة إفريقيا لرفع الأثقال            | القاهرة، مصر           | منافسات الوزن أقل من 59 كيلوغرام - مجموع - للسيدات | المركز الثالث (الميدالية البرونزية) |

## الاعتزال
أعلنت نهى الأندلسي اعتزالها اللعب في نهاية عام 2021 بسبب لأسباب رفضت ذكرها، وكان ذلك بعدما عانت من إهمال الاتحاد التونسي لرياضة رفع الأثقال لحالتها الصحية وعدم تقديم الدعم اللازم لها وهو ما اضطر عائلتها لتحمل تكلفة علاجها بعد الإصابة التي تعرضت لها أثناء مشاركتها في أولمبياد طوكيو عام 2021، ولكنها تراجعت بعد ذلك عن قرار الاعتزال وعادت لممارسة اللعبة وخوض البطولات والمسابقات الدولية في رفع الأثقال.